# Drăguș 2x40
Drăguș 2x40 este un film românesc din 2007 regizat de Titus Muntean.